# Jonas Sykfont
Jonas Axel Mattias Sykfont, född 11 januari 1973 i Veberöds församling i Malmöhus län, är en svensk skådespelare och medlem i Varanteatern. Till yrket är han brandman och brandingenjör.

## Medverkat i
- Sykfont har medverkat i den svenska talk-showen Robins.
- Han har varit en medlem i Varanteatern sedan 1992.
- I serien Varan-TV från 1997 till 1998, där han spelade många olika karaktärer.
- Sommarlovsprogrammen Vintergatan 5a, Vintergatan 5b, Tillbaka till Vintergatan och Vid Vintergatans slut. Där heter han antingen Garsson, Femman eller Benke.
- Barnprogramet Lilla Brandstyrkan från 2020, som programledare och huvudlärare.
- Andra säsongen av Tunna blå linjen, i rollen som brandman.
- 2024 – Painkiller (TV-serie)
- Håkan Bråkan 2, i rollen som scoutledaren Tom

## Brandmansyrket
Vid sidan om sin karriär som skådespelare jobbar Sykfont som brandingenjör. Han har arbetat i Norge där han var anställd i ResQ AS för att sedan flytta tillbaka till Sverige och Helsingborgs brandförsvar. I januari 2008 anställdes han på Räddningsverkets skola i Revinge som lärare inom brand och räddning.
Sedan 2018 är han anställd på Räddningstjänsten Syd som brandman och är stationerad på station Jägersro.